# Донья (серіал, 2016)
Донья (ісп. La Doña) — американський телесеріал 2016 року в жанрі драми, мелодрами та створений компаніями Telemundo Global Studios, Argos Comunicación. У головних ролях — Араселі Арамбула, Девід Чокарро, Данна Паола, Ребекка Джонс, Карлос Понсе, Давид Сепеда, Марісела Гонсалес.
Перша серія вийшла в ефір 29 січня 2016 року.
Серіал має 2 сезони. Завершився 199-м епізодом, який вийшов в ефір 27 квітня 2020 року.
Режисер серіалу — Карлос Вільєгас Росалес, Карлос Сантос, сценаристи — Базіліо Альварес, Херардо Кадена, Іллай Ескіназі, Хосе Вінсент Спатаро, Юціл Мартінес.
Серіал є адаптацією американо-колумбійського серіалу «Doña Bárbara» 2008 року.

## Сюжет

### Перший сезон
Альтаграсія — гарна, успішна жінка із жахливим минулим. Будучи підлітком, її зґвалтували, це зробили люди в масках. Після чого в неї народилася дочка. Дитина уособлювала пережитий нею кошмар і Альтаграсія відмовилася від дочки. Згодом Альтаграсія закрила свою душу від кохання та зачерствіла. Вона стала успішною діловою жінкою із суворою вдачею та кам'яним серцем, їй дали прізвисько «Донья». Через багато років Альтаграсія закохалася в адвоката Сауля. І водночас з'являється її дочка — Моніка. Обидві жінки закохуються в адвоката.

### Другий сезон
Наприкінці попереднього сезону Альтаграсія Сандоваль вирішила піти на пенсію, щоб почати нове життя після того, як її дочка Моніка вийшла заміж за Сауля. Через два роки Моніка та Сауль все ще разом.
Сауль зникає. Турбуючись про безпеку своєї доньки, Донья приймає рішення повернутися до Мексики.

## Актори та ролі

### Головні
| Актор                  | Роль                               |
| ---------------------- | ---------------------------------- |
| Араселі Арамбула       | Альтаграсія Сандовал Рамос «Донья» |
| Пауліна Матос          | Альтаграсія (в молодості)          |
| Девід Чокарро          | Сауль Хосе Агірре                  |
| Данна Паола            | Моніка Еулалія Ернандес            |
| Ребекка Джонс          | Єсенія Сандовал                    |
| Одісео Бічір           | Ласаро Ернандес                    |
| Габріела Роель         | Азусена Агірре                     |
| Андреа Марті           | Регіна Сандовал Рамос              |
| Естефанія Коппола      | Регіна (в молодості)               |
| Карлос Торрес          | Феліпе Валенсуела                  |
| Хуан Ріос Канту        | Рафаель Кабрал                     |
| Дієго Сольдано         | Даніель Лламас                     |
| Даніела Баскопе        | Валерія Пуертас де Паділья         |
| Маурісіо Ісаак         | Хустіно Лопеса «Лопесіто»          |
| Фатіма Моліна          | Лідія Корона                       |
| Хосе Марія Галеано     | Брауліо Паділья / Ернесто Пальмар  |
| Ванеса Рестрепо        | Хімена Урданета                    |
| Рафаель Санчес Наварро | Хайме Агірре                       |
| Карлос Понсе           | Леон Контрерас                     |
| Давид Сепеда           | Хосе Луїс Наваррете                |
| Марісела Гонсалес      | Юніс Лара «Феліна»                 |
| Кіка Едгар             | Ромелія Вега                       |
| Патрисія Реєс Спіндола | Флоренсія Моліна                   |
| Алехандра Баррос       | Елеонора Рохас де Наваррете        |
| Паола Фернандес        | Ноелія Моліна                      |
| Ерік дель Кастільйо    | Рікардо Відаль                     |

### Постійні та спеціальні гості
| Актор                    | Роль                            |
| ------------------------ | ------------------------------- |
| Хуан Карлос Ремоліна     | Мігель Пресіадо                 |
| Марія дель Кармен Фелікс | Летісія Кабрал                  |
| Мануель Блейерман        | полковник Алехандро Сеспедес    |
| Майра Сьєрра             | Карен Веларде                   |
| Естебан Соберанес        | Франциско Вега                  |
| Сімона Вікторія          | Магдалена Санчес                |
| Гаво Фігейра             | Хорхе Мойя                      |
| Роберто Кіхано           | Габіно Домінгес                 |
| Клаудіо Рока             | Адольфо Мендоза                 |
| Ахілл Сервантес          | Матаморос                       |
| Рене Гарсія              | Гільєрмо Контрераса             |
| Маріо Моран              | Еміліано Кабрал                 |
| Мішель Ольвера           | Ізабела Сандовал                |
| Паола Альбо              | Ізабела Сандовал                |
| Лео Делуліо              | Дієго Паділья Пуертас           |
| Жизель Курі              | Маргарита Васкес                |
| Гонсало Гусман           | Маркос Бельтран                 |
| Гілберто Барраза         | Хуана Пабло «Коньєхо»           |
| Нені Лакайо              | Амалія Вега                     |
| Клодет Майє              | делегат                         |
| Альберто Павон           | Трюгве де Вера                  |
| Ліон Баньїс              | Сезар Отеро                     |
| Барбара Мендес           | Елена Лопес                     |
| Алехандро де ла Роса     | Рауль Ібарра                    |
| Мауро Санчес-Наварро     | Мануель Борхес                  |
| Фідель Гарріага мол.     | Хуліан Паніагуа                 |
| Джеральдін Зінат         | місіс Сандовал                  |
| Фабіан Пенья             | містер Сандовал                 |
| Хосе Сефамі              | Альфонсо Кабрал                 |
| Фернанда Борчес          | Фатіма Ескамілья де Контрерас   |
| Алекса Мартін            | Фернанда Сеспедес               |
| Альберто Казанова        | Маурісіо Пресіадо               |
| Бернардо Флорес          | Луїс «Лучо» Наваррете Рохас     |
| Агустін Аргуелло         | Едуардо Перес Урресті           |
| Дієго Ескалона           | Анхель Контрерас Ескамілья      |
| Куаутлі Хіменес          | Фернандо «Нандо» Валле          |
| Рафаель Ернесто          | Себастьян Сеспедес              |
| Хуан Пабло де Сантьяго   | Пабло Валле                     |
| Крістіан Рамос           | Сіско                           |
| Леандро Ліма             | Тьяго                           |
| Франциско Рубіо          | Андрес Ролдан                   |
| Матіас Новоа             | Амадо Касільяс «Блакитний орел» |

## Сезони
| Сезон | Епізоди | Епізоди | Оригінальний показ | Оригінальний показ | Оригінальний показ |
| Сезон | Епізоди | Епізоди | Перший показ       | Останній показ     | Мережа             |
| ----- | ------- | ------- | ------------------ | ------------------ | ------------------ |
| 1     | 120     | 120     | 29 листопада 2016  | 1 травня 2017      | Telemundo          |
| 2     | 75      | 75      | 13 січня 2020      | 27 квітня 2020     | Telemundo          |

## Аудиторія
| Сезон | Розклад       | Серії | Перший ефір            | Перший ефір        | Останній ефір       | Останній ефір      | Середня кількість глядачів (мільйони) |
| Сезон | Розклад       | Серії | Дата                   | Глядачі (мільйони) | Дата                | Глядачі (мільйони) | Середня кількість глядачів (мільйони) |
| ----- | ------------- | ----- | ---------------------- | ------------------ | ------------------- | ------------------ | ------------------------------------- |
| 1     | 21:00 — 22:00 | 120   | 29 листопада 2016 року | 1,85               | 1 травня 2017 року  | 1,71               | 1,46                                  |
| 2     | 21:00 — 22:00 | 75    | 13 січня 2020 року     | 1,03               | 27 квітня 2020 року | 1,19               | 0.98                                  |

## Рейтинги серій

### Сезон 1 (2016)
| №  | № в сезоні | Оригінальна дата ефіру | Аудиторія (мільйони) | №  | № в сезоні | Оригінальна дата ефіру | Аудиторія (мільйони) | №   | № в сезоні | Оригінальна дата ефіру | Аудиторія (мільйони) |
| 1  | 1          | 29 листопада 2016      | 1.85                 | 41 | 41         | 24 січня 2017          | 1.56                 | 81  | 81         | 21 березня 2017        | 1.39                 |
| 2  | 2          | 30 листопада 2016      | 1.64                 | 42 | 42         | 25 січня 2017          | 1.49                 | 82  | 82         | 22 березня 2017        | 1.34                 |
| 3  | 3          | 1 грудня 2016          | 1.72                 | 43 | 43         | 26 січня 2017          | 1.45                 | 83  | 83         | 23 березня 2017        | 1.44                 |
| 4  | 4          | 2 грудня 2016          | 1.67                 | 44 | 44         | 27 січня 2017          | 1.42                 | 84  | 84         | 24 березня 2017        | 1.31                 |
| 5  | 5          | 5 грудня 2016          | 1.70                 | 45 | 45         | 30 січня 2017          | 1.54                 | 85  | 85         | 27 березня 2017        | 1.27                 |
| 6  | 6          | 6 грудня 2016          | 1.74                 | 46 | 46         | 31 січня 2017          | 1.57                 | 86  | 86         | 29 березня 2017        | 1.41                 |
| 7  | 7          | 7 грудня 2016          | 1.65                 | 47 | 47         | 1 лютого 2017          | 1.51                 | 87  | 87         | 30 березня 2017        | 1.49                 |
| 8  | 8          | 8 грудня 2016          | -                    | 48 | 48         | 2 лютого 2017          | 1.53                 | 88  | 88         | 31 березня 2017        | 1.43                 |
| 9  | 9          | 9 грудня 2016          | -                    | 49 | 49         | 3 лютого 2017          | 1.29                 | 89  | 89         | 3 квітня 2017          | 1.58                 |
| 10 | 10         | 12 грудня 2016         | 1.65                 | 50 | 50         | 6 лютого 2017          | 1.54                 | 90  | 90         | 4 квітня 2017          | 1.22                 |
| 11 | 11         | 13 грудня 2016         | -                    | 51 | 51         | 7 лютого 2017          | 1.45                 | 91  | 91         | 4 квітня 2017          | 1.51                 |
| 12 | 12         | 14 грудня 2016         | -                    | 52 | 52         | 8 лютого 2017          | 1.42                 | 92  | 92         | 5 квітня 2017          | 1.19                 |
| 13 | 13         | 15 грудня 2016         | -                    | 53 | 53         | 9 лютого 2017          | 1.65                 | 93  | 93         | 5 квітня 2017          | 1.51                 |
| 14 | 14         | 16 грудня 2016         | -                    | 54 | 54         | 10 лютого 2017         | 1.44                 | 94  | 94         | 6 квітня 2017          | 1.28                 |
| 15 | 15         | 19 грудня 2016         | -                    | 55 | 55         | 13 лютого 2017         | 1.39                 | 95  | 95         | 6 квітня 2017          | 1.57                 |
| 16 | 16         | 20 грудня 2016         | -                    | 56 | 56         | 14 лютого 2017         | 1.34                 | 96  | 96         | 7 квітня 2017          | 1.33                 |
| 17 | 17         | 21 грудня 2016         | -                    | 57 | 57         | 15 лютого 2017         | 1.40                 | 97  | 97         | 7 квітня 2017          | 1.45                 |
| 18 | 18         | 22 грудня 2016         | -                    | 58 | 58         | 16 лютого 2017         | 1.50                 | 98  | 98         | 10 квітня 2017         | 1.40                 |
| 19 | 19         | 23 грудня 2016         | 1.01                 | 59 | 59         | 17 лютого 2017         | 1.29                 | 99  | 99         | 10 квітня 2017         | 1.61                 |
| 20 | 20         | 26 грудня 2016         | 1.54                 | 60 | 60         | 20 лютого 2017         | 1.50                 | 100 | 100        | 11 квітня 2017         | 1.37                 |
| 21 | 21         | 27 грудня 2016         | 1.58                 | 61 | 61         | 21 лютого 2017         | 1.48                 | 101 | 101        | 11 квітня 2017         | 1.51                 |
| 22 | 22         | 28 грудня 2016         | 1.38                 | 62 | 62         | 22 лютого 2017         | 1.55                 | 102 | 102        | 12 квітня 2017         | 1.39                 |
| 23 | 23         | 29 грудня 2016         | 1.43                 | 63 | 63         | 23 лютого 2017         | 1.43                 | 103 | 103        | 12 квітня 2017         | 1.63                 |
| 24 | 24         | 30 грудня 2016         | 1.16                 | 64 | 64         | 24 лютого 2017         | 1.64                 | 104 | 104        | 13 квітня 2017         | 1.31                 |
| 25 | 25         | 2 січня 2017           | 1.56                 | 65 | 65         | 27 лютого 2017         | 1.48                 | 105 | 105        | 13 квітня 2017         | 1.51                 |
| 26 | 26         | 3 січня 2017           | 1.58                 | 66 | 66         | 28 лютого 2017         | 1.38                 | 106 | 106        | 14 квітня 2017         | 1.11                 |
| 27 | 27         | 4 січня 2017           | 1.55                 | 67 | 67         | 1 березня 2017         | 1.45                 | 107 | 107        | 17 квітня 2017         | 1.22                 |
| 28 | 28         | 5 січня 2017           | 1.58                 | 68 | 68         | 2 березня 2017         | 1.63                 | 108 | 108        | 17 квітня 2017         | 1.57                 |
| 29 | 29         | 6 січня 2017           | 1.26                 | 69 | 69         | 3 березня 2017         | 1.58                 | 109 | 109        | 18 квітня 2017         | 1.38                 |
| 30 | 30         | 9 січня 2017           | 1.52                 | 70 | 70         | 6 березня 2017         | 1.60                 | 110 | 110        | 18 квітня 2017         | 1.51                 |
| 31 | 31         | 10 січня 2017          | -                    | 71 | 71         | 7 березня 2017         | 1.45                 | 111 | 111        | 19 квітня 2017         | 1.34                 |
| 32 | 32         | 11 січня 2017          | 1.72                 | 72 | 72         | 8 березня 2017         | 1.45                 | 112 | 112        | 19 квітня 2017         | 1.54                 |
| 33 | 33         | 12 січня 2017          | 1.57                 | 73 | 73         | 9 березня 2017         | 1.48                 | 113 | 113        | 20 квітня 2017         | 1.26                 |
| 34 | 34         | 13 січня 2017          | 1.40                 | 74 | 74         | 10 березня 2017        | 1.34                 | 114 | 114        | 20 квітня 2017         | 1.50                 |
| 35 | 35         | 16 січня 2017          | 1.68                 | 75 | 75         | 13 березня 2017        | 1.46                 | 115 | 115        | 21 квітня 2017         | 1.19                 |
| 36 | 36         | 17 січня 2017          | 1.60                 | 76 | 76         | 14 березня 2017        | 1.50                 | 116 | 116        | 21 квітня 2017         | 1.39                 |
| 37 | 37         | 18 січня 2017          | 1.54                 | 77 | 77         | 15 березня 2017        | 1.48                 | 117 | 117        | 25 квітня 2017         | 1.36                 |
| 38 | 38         | 19 січня 2017          | 1.38                 | 78 | 78         | 16 березня 2017        | 1.51                 | 118 | 118        | 26 квітня 2017         | 1.32                 |
| 39 | 39         | 20 січня 2017          | 1.22                 | 79 | 79         | 17 березня 2017        | -                    | 119 | 119        | 28 квітня 2017         | 1.23                 |
| 40 | 40         | 23 січня 2017          | 1.62                 | 80 | 80         | 20 березня 2017        | 1.44                 | 120 | 120        | 1 травня 2017          | 1.71                 |

### Сезон 2 (2020)
| №       | № в сезоні | Оригінальна дата ефіру | Аудиторія (мільйони) | №   | № в сезоні | Оригінальна дата ефіру | Аудиторія (мільйони) | №   | № в сезоні | Оригінальна дата ефіру | Аудиторія (мільйони) |
| 121     | 1          | 13 січня 2020          | 1.03                 | 150 | 26         | 18 лютого 2020         | 0.91                 | 175 | 51         | 24 березня 2020        | 1.13                 |
| 122     | 2          | 14 січня 2020          | 0.94                 | 151 | 27         | 19 лютого 2020         | 0.89                 | 176 | 52         | 25 березня 2020        | 1.20                 |
| 123     | 3          | 15 січня 2020          | 0.87                 | 152 | 28         | 20 лютого 2020         | 1.01                 | 177 | 53         | 26 березня 2020        | 1.13                 |
| 124     | 4          | 16 січня 2020          | 0.89                 | 153 | 29         | 21 лютого 2020         | 0.91                 | 178 | 54         | 27 березня 2020        | 1.09                 |
| 125     | 5          | 17 січня 2020          | 0.87                 | 154 | 30         | 24 лютого 2020         | 0.98                 | 179 | 55         | 30 березня 2020        | 1.05                 |
| 126     | 6          | 20 січня 2020          | 1.02                 | 155 | 31         | 25 лютого 2020         | 1.04                 | 180 | 56         | 31 березня 2020        | 1.08                 |
| 127     | 7          | 21 січня 2020          | 0.93                 | 156 | 32         | 26 лютого 2020         | 0.88                 | 181 | 57         | 1 квітня 2020          | 1.02                 |
| 128     | 8          | 22 січня 2020          | 0.94                 | 157 | 33         | 27 лютого 2020         | 1.03                 | 182 | 58         | 2 квітня 2020          | 1.10                 |
| 129     | 9          | 23 січня 2020          | 1.04                 | 158 | 34         | 28 лютого 2020         | 1.03                 | 183 | 59         | 3 квітня 2020          | 0.95                 |
| 130     | 10         | 24 січня 2020          | 0.97                 | 159 | 35         | 2 березня 2020         | 1.04                 | 184 | 60         | 6 квітня 2020          | 1.04                 |
| 131     | 11         | 27 січня 2020          | 1.08                 | 160 | 36         | 3 березня 2020         | 1.02                 | 185 | 61         | 7 квітня 2020          | 0.9                  |
| 132     | 12         | 28 січня 2020          | 0.99                 | 161 | 37         | 4 березня 2020         | 1.02                 | 186 | 62         | 8 квітня 2020          | 1.10                 |
| 133     | 13         | 29 січня 2020          | 1.07                 | 162 | 38         | 5 березня 2020         | 0.88                 | 187 | 63         | 9 квітня 2020          | 0.95                 |
| 134     | 14         | 30 січня 2020          | 1.06                 | 163 | 39         | 6 березня 2020         | 1.00                 | 188 | 64         | 10 квітня 2020         | 0.96                 |
| 135     | 15         | 31 січня 2020          | 1.00                 | 164 | 40         | 9 березня 2020         | 1.04                 | 189 | 65         | 13 квітня 2020         | 1.02                 |
| 136–137 | 16         | 3 лютого 2020          | 1.00                 | 165 | 41         | 10 березня 2020        | 1.05                 | 190 | 66         | 14 квітня 2020         | 1.07                 |
| 138–139 | 17         | 5 лютого 2020          | 0.94                 | 166 | 42         | 11 березня 2020        | 1.05                 | 191 | 67         | 15 квітня 2020         | 0.99                 |
| 140–141 | 18         | 6 лютого 2020          | 0.88                 | 167 | 43         | 12 березня 2020        | 1.01                 | 192 | 68         | 16 квітня 2020         | 1.03                 |
| 142–143 | 19         | 7 лютого 2020          | 0.73                 | 168 | 44         | 13 березня 2020        | 0.95                 | 193 | 69         | 17 квітня 2020         | 1.05                 |
| 144     | 20         | 10 лютого 2020         | 0.96                 | 169 | 45         | 16 березня 2020        | 1.04                 | 194 | 70         | 20 квітня 2020         | 1.03                 |
| 145     | 21         | 11 лютого 2020         | 1.01                 | 170 | 46         | 17 березня 2020        | 1.12                 | 195 | 71         | 21 квітня 2020         | 0.97                 |
| 146     | 22         | 12 лютого 2020         | 0.93                 | 171 | 47         | 18 березня 2020        | 1.04                 | 196 | 72         | 22 квітня 2020         | 1.18                 |
| 147     | 23         | 13 лютого 2020         | 0.94                 | 172 | 48         | 19 березня 2020        | 1.10                 | 197 | 73         | 23 квітня 2020         | 1.13                 |
| 148     | 24         | 14 лютого 2020         | 0.75                 | 173 | 49         | 20 березня 2020        | 1.00                 | 198 | 74         | 24 квітня 2020         | 1.05                 |
| 149     | 25         | 17 лютого 2020         | 0.93                 | 174 | 50         | 23 березня 2020        | 1.25                 | 199 | 75         | 27 квітня 2020         | 1.19                 |

### Донья, спеціальний випуск
| № | Оригінальна дата ефіру | Аудиторія (мільйони) | №  | Оригінальна дата ефіру | Аудиторія (мільйони) |
| 1 | 23 грудня 2019         | 0.76                 | 8  | 3 січня 2020           | 0.60                 |
| 2 | 25 грудня 2019         | 0.59                 | 9  | 6 січня 2020           | 0.68                 |
| 3 | 26 грудня 2019         | 0.75                 | 10 | 7 січня 2020           | 0.78                 |
| 4 | 27 грудня 2019         | 0.63                 | 11 | 8 січня 2020           | 0.81                 |
| 5 | 30 грудня 2019         | 0.71                 | 12 | 9 січня 2020           | 0.71                 |
| 6 | 1 січня 2020           | 0.54                 | 13 | 10 січня 2020          | 0.74                 |
| 7 | 2 січня 2020           | 0.78                 |    |                        |                      |

## Інші версії
| Рік  | Країна       | Українська назва | Оригінальна назва | Кількість | Кількість | В головних ролях                                                         | Компанія                            | Канал     |
| Рік  | Країна       | Українська назва | Оригінальна назва | сезонів   | серій     | В головних ролях                                                         | Компанія                            | Канал     |
| ---- | ------------ | ---------------- | ----------------- | --------- | --------- | ------------------------------------------------------------------------ | ----------------------------------- | --------- |
| 2008 | Колумбія США | Донья Барбара    | Doña Bárbara      | 1         | 191       | Едіт Гонсалес, Крістіан Меєр, Генезіс Родрігес, Кеті Барбері, Арап Бетке | Brendan Fitzgerald, Marlon Quintero | Telemundo |

## Нагороди та номінації
| Рік  | Нагорода         | Категорія        | Номінанти                       | Результат |
| ---- | ---------------- | ---------------- | ------------------------------- | --------- |
| 2017 | Premios Tu Mundo | Найкращий серіал | Донья                           | Перемога  |
| 2017 | Premios Tu Mundo | Головна героїня  | Араселі Арамбула                | Перемога  |
| 2017 | Premios Tu Mundo | Головний герой   | Девід Чокарро                   | Номінація |
| 2017 | Premios Tu Mundo | Злодій           | Хосе Марія Галеано              | Перемога  |
| 2017 | Premios Tu Mundo | Улюблений актор  | Одісео Бічір                    | Номінація |
| 2017 | Premios Tu Mundo | Улюблена акторка | Данна Паола                     | Номінація |
| 2017 | Premios Tu Mundo | Ідеальна пара    | Араселі Арамбула, Девід Чокарро | Перемога  |
| 2017 | Premios Tu Mundo | Улюблений актор  | Девід Чокарро                   | Номінація |